# Ludwig Zier

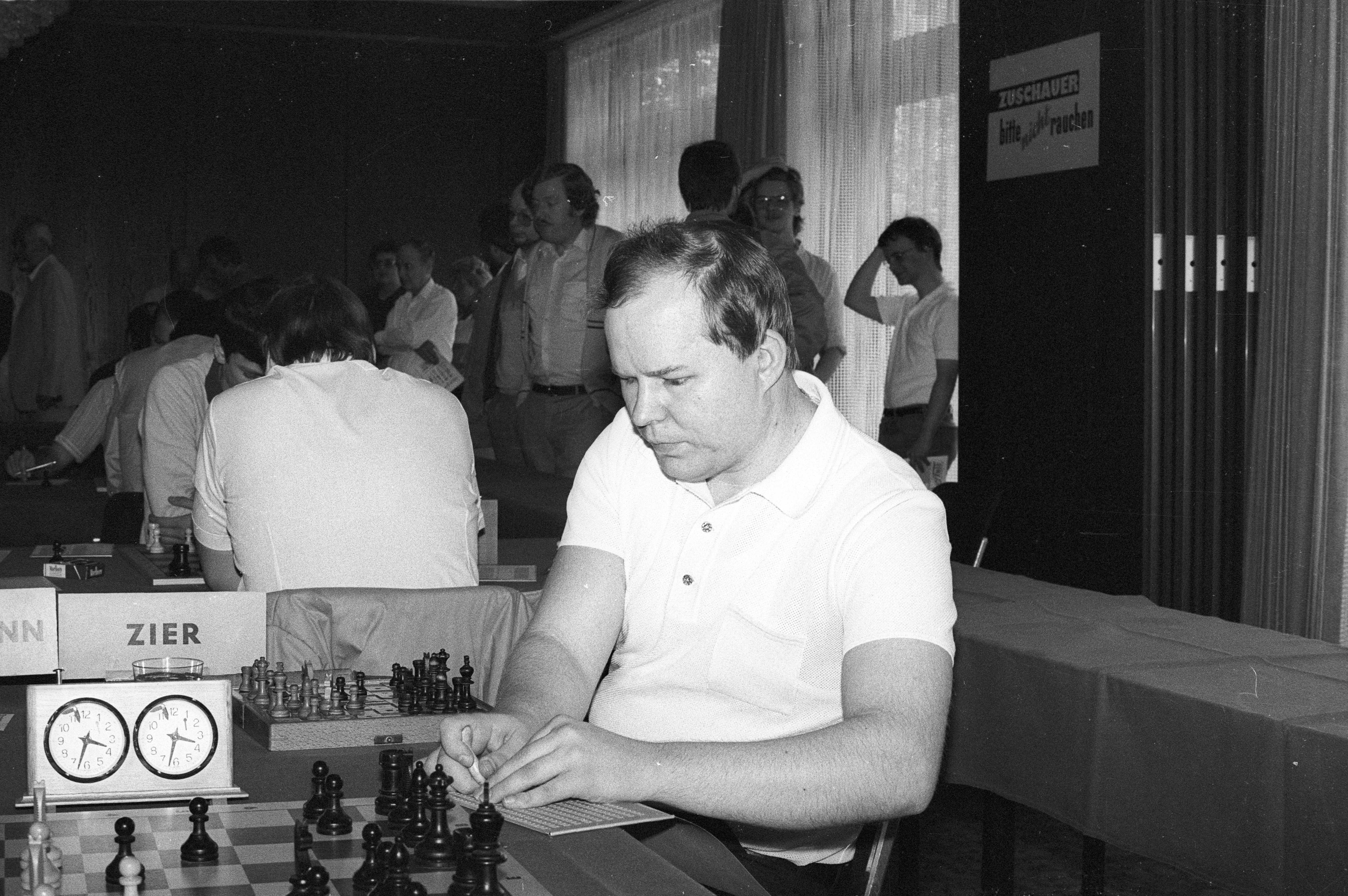
Ludwig Zier im Jahr 1984

Ludwig Zier (* 20. September 1955 in Nagel, Landkreis Wunsiedel) ist ein deutscher Blindenschachspieler und Turnierorganisator.

## Schachliche Erfolge
Ludwig Zier gewann 1981, 1983, 1985 und 1987 konsekutiv die deutschen Blindenschacheinzelmeisterschaften. Dieser Rekord wurde erst 2007 von Dieter Bischoff eingestellt. Weiterhin zählt der 4. Platz bei der Blindeneinzelweltmeisterschaft in Hastings 1982 und der 3. Platz bei der Blindenschacholympiade in Ungarn 1988, bei der Zier an Brett 1 spielte, zu seinen größten Erfolgen. Insgesamt nahm Zier an drei Blindenschacholympiaden (1976, 1985 und 1988) teil. Zier spielte in der 2. Schachbundesliga in der Saison 1982/83 für den SC Straubing, von 1983 bis 1985 für den SK Passau und von 1996 bis 1998 für den SK Hof. Zier erhielt 2002 den Titel des Internationalen Meisters im Fernschach. Seit November 2008 trägt Zier den Titel des Candidate Masters im Schach. Ziers Elo-Zahl beträgt 2240 (Stand: Mai 2016), er wird jedoch als inaktiv geführt, da er nach der im Oktober 2001 in Bad Wiessee ausgetragenen Offenen Internationalen Bayerischen Meisterschaft keine Elo-gewertete Partie mehr gespielt hat. Seine höchste Elo-Zahl von 2255 erreichte er im Juli 1992.

## Sonstiges
2001 rief Ludwig Zier an der Jean-Paul-Grundschule in Wunsiedel eine Schachgruppe ins Leben. In den Jahren darauf folgten weitere an der hiesigen Realschule und dem Luisenburg-Gymnasium. Zier gründete im Mai 2003 die Schachabteilung der SpVgg Wunsiedel. Seit 2007 findet jährlich ein internationales Schachfestival in Wunsiedel statt. Dieses Turnier wurde von Zier initiiert und seitdem auch organisiert.

## Privat
Ludwig Zier lebt in Wunsiedel (Oberfranken), wo er bis 2001 im Landratsamt arbeitete. Seit seinem neunten Lebensjahr ist er in Folge eines Glaukoms vollständig erblindet. Er ist seit 1984 verheiratet und hat zwei Kinder.